# Hältersbach
Der Hältersbach ist ein gut eineinhalb Kilometer langer rechter und nordöstlicher Zufluss des Brensbaches.

## Geographie

### Verlauf
Der Hältersbach entspringt im Odenwald auf einer Höhe von etwa 239 m ü. NHN südlich des Brensbacher Weilers Mummenroth.
Am Nordrand des Hinterwaldes biegt er nach Südwesten ein und läuft erst am Nordrand und später dann südwärts fließend am Westrand des kleinen Nadelwaldes entlang. Bei der Webersmühle erreicht er den Ortsrand von Brensbach und mündet kurz darauf auf einer Höhe von etwa 179 m ü. NHN von rechts in den gleichnamigen Bach.
Sein etwa 1,6 km langer Lauf endet 60 Höhenmeter unterhalb seiner Quelle, er hat somit ein mittleres Sohlgefälle von 38 ‰.

### Einzugsgebiet
Das Einzugsgebiet des Hältersbachs liegt im Vorderen Odenwald und im Reinheimer Hügelland. Es wird über den Brensbach, die Gersprenz, den Main und den Rhein zur Nordsee entwässert.
Es grenzt
- im Nordosten an das des Bachs von der Auwiese, einem Zufluss der Semme, die in die Gersprenz mündet
- im Südosten an das des Hollerbachs, einem Zufluss des Brensbachs
- im Süden an das des Brensbachs selbst
- und im Nordwesten an das des Gersprenzzuflusses Kohlbach.

Die höchster Erhebung ist der 267,7 m ü. NHN hohe Vogelherd im Nordwesten des Einzugsgebiets.
Das Einzugsgebiet ist am Oberlauf im nordöstlichen Bereich bewaldet, ansonsten dominiert Ackerland und im Mündungsbereich die Ortslage von Brensbach.

### Flusssystem Gersprenz
- Fließgewässer im Flusssystem Gersprenz